# Draha (Myslív)
Draha (název je v pomnožném čísle) jsou osada, součást obce Myslív v okrese Klatovy. Nachází se severně od Myslívi, asi 8 km jižně od Nepomuku a asi 25 km severovýchodně od Klatov. V roce 2021 zde žilo třicet obyvatel ve čtrnácti domech.
V osadě je registrováno 26 čísel popisných a dvě čísla evidenční. Nachází se na spojnici silnic III. třídy č. 18622 na západ a 1869 na východ od Drah. Protéká tudy bezejmenný potok (levostranný přítok Myslívského potoka), u něhož se nachází drobný rybník Na Drahách.
U silnice III/1869 se nacházejí dva kříže, jeden na severním a druhý na jižním okraji osady. Je zde rovněž kulturní středisko obce Myslív.